# Comandos (Exército Português)
O Regimento de Comandos (RCmds) é uma unidade de forças especiais do Exército Português, integrada na Brigada de Reação Rápida. Criado em 1962 durante a Guerra Colonial Portuguesa, é conhecido pelo elevado treinamento, capacidade operacional e uso da boina vermelha, símbolo distintivo de seus militares.

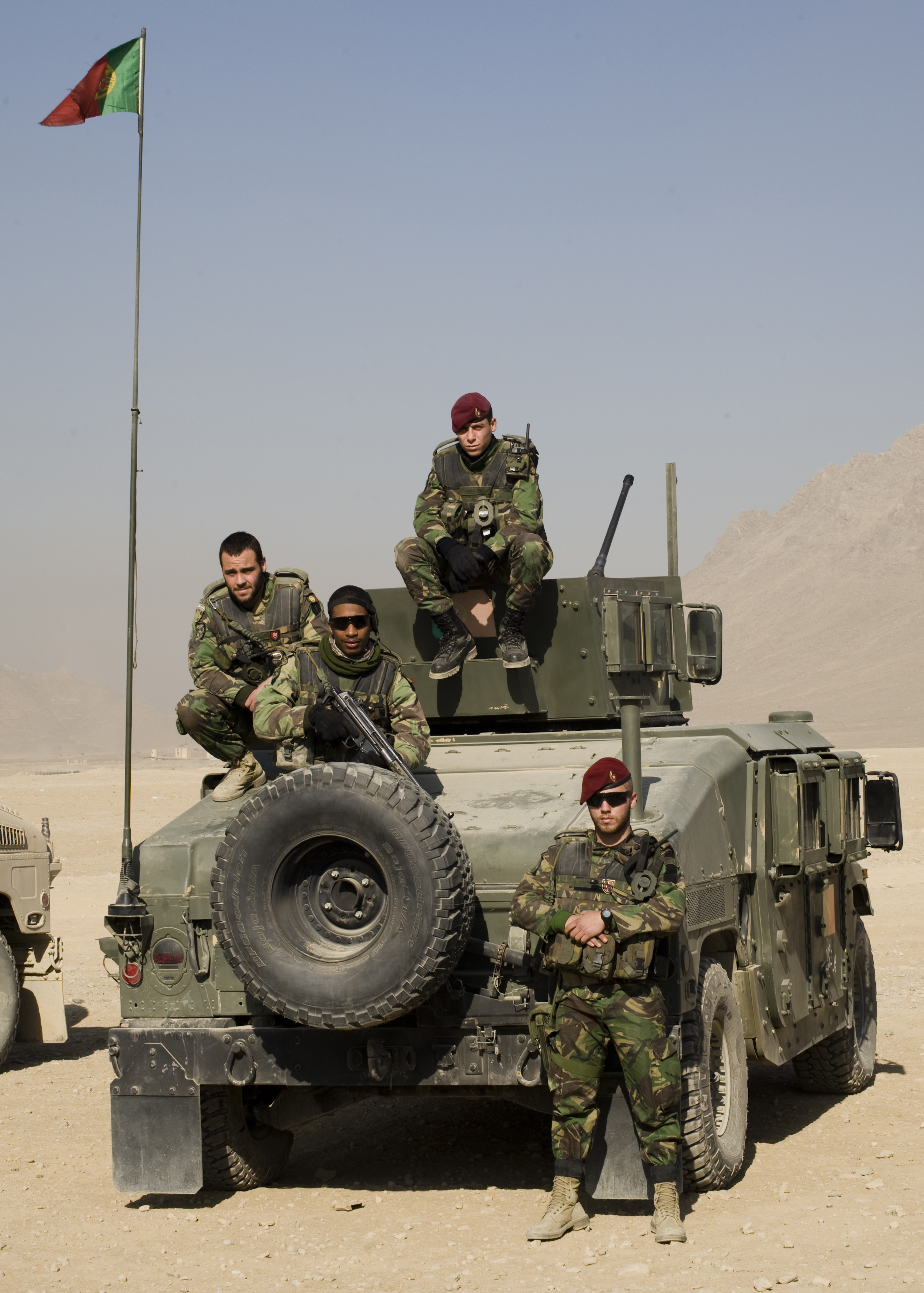
Equipe de Comandos no Afeganistão, 2011.

## História
Os Comandos foram criados em 29 de junho de 1962, em Zemba, Angola Portuguesa, como resposta à Guerra Colonial Portuguesa (1961–1974). Inicialmente formados no Centro de Instrução de Contra-Guerrilha (CI 21), sob a instrução do ex-legionário italiano Cesare Dante Vacchi, os primeiros grupos destacaram-se em operações de contra-guerrilha. Em 1963–1964, os centros de instrução CI 16 e CI 25, em Quibala, Angola, oficializaram a designação "Comandos".
A partir de 1966, o Centro de Instrução de Operações Especiais (CIOE) em Lamego tornou-se o principal centro de formação na metrópole, consolidando a doutrina operacional dos Comandos. Durante a guerra, operaram em Angola, Guiné Portuguesa e Moçambique, destacando-se por ações ofensivas e de reconhecimento.
Após o fim da Guerra Colonial, o Regimento de Comandos foi extinto em 1993, após incidentes no treinamento (mortes por exaustão em 1988 e 1990). Foi reativado em 2002, com adaptações às novas ameaças globais. Em 2016, dois recrutas morreram por golpe de calor durante o 127.º Curso de Comandos, levando à suspensão temporária dos cursos, que foram retomados em 2017.

## Missões
Os Comandos são forças ligeiras, projetadas para operações ofensivas de alta intensidade. Suas missões incluem:
- Ataques em profundidade na retaguarda inimiga.
- Operações aeromóveis e de contra-insurreição.
- Intervenção em segurança de retaguarda.
- Apoio à paz e evacuação de não combatentes.
- Reconhecimento em ambientes hostis.

## Operações Internacionais
- Afeganistão (2007): A 2.ª Companhia de Comandos participou da "Operação Hoover" em Kandahar, integrando forças canadenses contra os Talibãs. A unidade recebeu a Medalha Comemorativa das Campanhas das Forças Armadas Portuguesas por seu desempenho.[2]
- República Centro-Africana (2017): Na missão MINUSCA da ONU, os Comandos neutralizaram forças da UPC em Bambari, sendo elogiados pelo comandante da missão, Tenente-General Balla Keïta, que os comparou a "Cristianos Ronaldos" das forças especiais.[4]

## Símbolos e Tradições
- Boina Vermelha: Adotada oficialmente em 19 de julho de 1974, após a Revolução dos Cravos, é o principal símbolo dos Comandos.[5]
- Lema: Audaces Fortuna Juvat ("A Sorte Protege os Audazes"), extraído da Eneida de Virgílio.[6]
- Grito de Guerra: Mama Sumae ("Aqui estamos, prontos para o sacrifício"), usado em cerimônias e operações.[6][7]

## Condecorações
O Regimento de Comandos foi agraciado com:
- Membro-Honorário da Ordem Militar da Torre e Espada, do Valor, Lealdade e Mérito (1985).
- Membro-Honorário da Ordem Militar de Avis (1993).
- Membro-Honorário da Ordem Militar de Cristo (2013).
- Membro-Honorário da Ordem da Liberdade (2020).

A Associação de Comandos recebeu:
- Membro-Honorário da Ordem do Infante D. Henrique (2007).
- Membro-Honorário da Ordem Militar de Cristo (2022).

## Organização Atual
O Regimento de Comandos, sediado na Serra da Carregueira, Sintra, opera com companhias de elite, incluindo a 1.ª CCmds (Morcegos), 2.ª CCmds (Escorpiões) e 3.ª CCmds (Cobra). O treinamento é conduzido no Centro de Tropas Comandos, com cursos rigorosos que testam resistência física e mental.